# マネーミュール
マネーミュール（Money mule）とは、犯罪と知らずに不正資金の送金を代行し、資金洗浄に加担してしまう者、またはその手法のことである。ミュールとは英語でラバのことであり、マネーミュールは不正資金の運び屋という意味がある。
マネーミュールは、求人サイトや電子メールなどで「海外送金のアルバイト」といった名目で勧誘される。その後、マネーミュールの口座に入金が行われ、マネーミュールは指示された業者を使って海外送金する。このとき、外資系資金移動業者が利用されるのは、銀行よりも手数料が安く、口座を開設しなくても海外に送金できるためである。入金された金額から指示された送金額を差し引いたものがマネーミュールの収入になる。マネーミュールは自分の口座を使って海外送金を手伝っただけだが、入金された金は犯罪によって得られたものであり、知らず知らずのうちに資金洗浄に加担し、罪に問われることになる。募集や指示に使われたメールアドレスは架空の名義であったり、送金先は業者の送金システム上特定できないといった事情で、マネーミュールの背後にいる真犯人を特定することは容易ではない。
マネーミュールの手法が用いられるようになったのは、マネーロンダリングに関する金融活動作業部会の勧告などによって、犯罪組織が資金洗浄を行うことが難しくなったことが背景にある。このため、犯罪組織とは無関係の第三者に不正資金の送金を代行させる手口が生まれた。